# Akai MPC 60

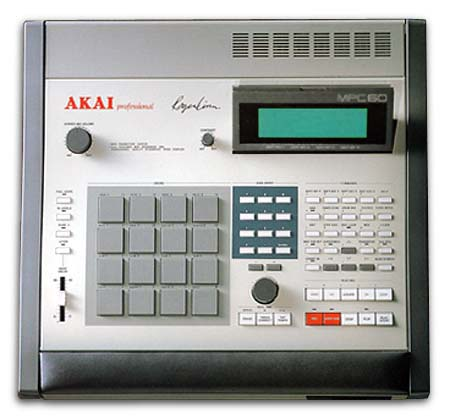
Akai MPC60

Der Akai MPC 60 (MIDI Production Center) ist eine Hardware, die aus Sampler und Sequenzer besteht.
Er ist 1988 auf den Markt gekommen und wurde von Akai zusammen mit Roger Linn kreiert. Der Sequenzer ist patternorientiert, der Sampler ist 16-stimmig polyphon. Er ist Vorreiter für eine ganze Generation von Produkten und bis heute recht beliebt.
Typisch sind die 16 anschlagdynamischen Pads auf der Oberfläche des Pultes, die ein lockeres Umgehen mit den zugewiesenen Samples erlauben. Im Gegensatz zu den heute üblichen 16-Bit- oder 24-Bit-Samplern nimmt er mit nur 12 Bit auf.
Der heutzutage legendäre Akai MPC 60 hat seine Verbreitung bekannten Produzenten des Hip-Hop- und Contemporary-R&B-Bereiches zu verdanken, darunter DJ Shadow, Dr. Dre und DJ Premier.
1991 ist eine zweite Version der MPC-60 rausgekommen. Das Gehäuse wurde geändert und ein Kopfhöreranschluss wurde hinzugefügt. Roger Linn hat später noch ein neues Betriebssystem (3.10) herausgebracht, welches die meisten Funktionen der MPC 3000 in das Gerät integriert hat. Des Weiteren wurde parallel von der Firma Marion eine SCSI-Schnittstelle entwickelt.

## Nachfolgemodelle
- Akai MPC 60 II (1991), der ein anderes Gehäuse hat und zusätzlich einen Kopfhörerausgang
- Akai MPC 3000 (1994), der mit 16 Bit sampelt und neben eingebauter Effekte eine ganze Anzahl Neuerungen parat hatte
- Akai MPC 2000 (1997), gedacht als günstiges Einstiegsmodell; Effekte und zusätzliche Ausgänge müssen separat erworben werden
- Akai MPC 2000 XL (1999), leichte Erweiterungen im Gegensatz zum MPC 2000
- Akai MPC 4000 (2002), High End Flaggschiff der MPC Reihe mit 24 Bit/96 kHz, Effekten
- Akai MPC 1000 (2003), neues Produkt der MPC Familie klein und günstig und mit USB-Anschluss und Compactflash Karte
- Akai MPC 2500 (2005), neuester MPC im klassischen MPC Design. Pads, Sequencer und Bedienoberfläche mit neuen Funktionen, 32-stimmiger Drum/Phrase Sampler mit 16 MB eingebautem Speicher
- Akai MPC 500 (2007), neuester MPC im klassischen MPC Design. 12 Pads, Sequencer und Bedienoberfläche mit bekannten Funktionen, 32-stimmiger Drum/Phrase Sampler mit 16 MB eingebautem Speicher, Batterie betrieben
- Akai MPC 5000 (2009), neuester MPC mit eingebautem Synthesizer